# Газов разряд
Газов разряд е вид електрически разряд, който се наблюдава при протичането на електричен ток през газова среда, при което електроните удрят газовите молекули и ги йонизират. В зависимост от различни фактори, такъв разряд може да излъчва светлина или не.

## Видове
Видовете газов разряд се определят от волт-амперната му характеристика и налягането на газа. Напрежението, при което започва разрядът, се нарича напрежение на пробив.
От практическо значение в електрониката е по-специално тлеещият разряд. За неговото протичане е важно средният свободен пробег на електроните да е достатъчно дълъг (т.е. налягането да е малко), но да е по-малък от разстоянието между електродите. Напрежението на пробив при тлеещия разряд зависи от произведението на налягането и междуелектродното разстояние.
Областта A-D се нарича тъмен разряд – има известна йонизация, но токът е под 10 микроампера.

Областта F-H е район на тлеещ разряд: създава се слабо светеща плазма, заемаща целия обем на тръбата; светлината се излъчва предимно от неутрални атоми във възбудено състояние.

Областта I-K е район на дъгов разряд: плазмата е концентрирана в тесен канал в центъра на тръбата; излъчването на светлина е значително
Газовите разряди намират широко приложение в практиката като принцип на работа на луминесцентните лампи, основа на някои технологични процеси в планарната технология в микроелектрониката и др.
|  | Тази страница частично или изцяло представлява превод на страницата Electric discharge in gases в Уикипедия на английски. Оригиналният текст, както и този превод, са защитени от Лиценза „Криейтив Комънс – Признание – Споделяне на споделеното“, а за съдържание, създадено преди юни 2009 година – от Лиценза за свободна документация на ГНУ. Прегледайте историята на редакциите на оригиналната страница, както и на преводната страница, за да видите списъка на съавторите. ВАЖНО: Този шаблон се отнася единствено до авторските права върху съдържанието на статията. Добавянето му не отменя изискването да се посочват конкретни източници на твърденията, които да бъдат благонадеждни. |